# Русаковский сельский совет
Русаковский сельский совет (укр. Русаківська сільська рада, крымскотат. Русаковка кой шурасы) — административно-территориальная единица в Белогорском районе в составе АР Крым Украины (фактически до 2014 года), ранее до 1991 года — в  составе Крымской области УССР в СССР, до 1954 года — в составе Крымской области РСФСР в СССР.
Население по переписи 2001 года составляло 1203 человека. Территория сельсовета лежит на стыке степной зоны Крыма и предгорий Крымских гор, в балке безымянного ручья, теряющегося в степи.
В состав сельсовета к 2014 году входило 2 села:
- Русаковка
- Луговое

## История
Русаковский сельский совет был образован в 1952 году в составе Крымской области РСФСР. 26 апреля 1954 года Крымская область была передана из состава РСФСР в состав УССР. На 15 июня 1960 года в составе совета числились сёла:

| - Верна́довка - Егоровка - Запо́лье | - Зо́рька - Луговое - Русаковка |

К 1968 году Вернадовка была включена в состав Русаковки, к 1977 году ликвидированы Егоровка и Заполье, между 1 июня 1977 года и 1985 годом (в перечнях административно-территориальных изменений после этой даты не упоминается) упразднена Зорька и совет обрёл современный состав. С 12 февраля 1991 года сельсовет в восстановленной Крымской АССР, 26 февраля 1992 года переименованной в Автономную Республику Крым.
С 21 марта 2014 года в составе Крыма аннексирован Россией.
С 2014 года на месте сельсовета находится Русаковское сельское поселение Республики Крым.